# Arne Skauge
Arne Skauge (født 27. januar 1948 i Bergen) er en norsk tidligere politiker og minister for Høyre. Han er uddannet civiløkonom ved NHH. Skauge havde to perioder som minister i Regeringen Kåre Willoch i 1980'erne. Fra 1981 til 1983 var Skauge Handelsminister. I 1986 var han finansminister. Det var han igen i perioden 1989-1990 i Regeringen Jan P. Syse. Siden 2000 har han været administrerende direktør i Finansnæringens Hovedorganisasjon (FNH). I perioden 1993-1998 var han koncerndirektør og divisionsdirektør i forskellige afdelinger af Den norske Bank.